# 大烏多耶湖
57°16′52″N 30°13′18″E / 57.28111°N 30.22167°E
大烏多耶湖（俄语：Большое Удое），是俄羅斯的湖泊，位於該國西北部，由普斯科夫州負責管轄，處於別扎尼齊區，面積2.3平方公里，集水區面積4.6平方公里，平均水深3米，最大水深4米。